# Годогани (Тержольский муниципалитет)
Годогани (груз. გოდოგანი) — село в Грузии, на территории Тержольского муниципалитета края (мхаре) Имеретия.

## География
Село находится в западной части Грузии, на правом берегу реки Чишуры (правый приток Квирилы), на расстоянии 24 километров к северо-западу от города Тержола, административного центра муниципалитета. Абсолютная высота — 275 метров над уровнем моря.

## Население
По результатам официальной переписи населения 2014 года, в Годогани проживало 1462 человека (724 мужчины и 738 женщин). В национальной структуре населения грузины составляли 99,8 %, русские — 0,14 %, украинцы — 0,06 %.
| Год  | Население, человек |
| ---- | ------------------ |
| 2002 | 1765               |
| 2014 | ↘ 1462             |